# Еленія темна
Еле́нія темна (Elaenia obscura) — вид горобцеподібних птахів родини тиранових (Tyrannidae). Мешкає в Андах. Паранайська еленія раніше вважалася конспецифічною з темною еленією.

## Опис
Довжина птаха становить 18 см. Верхня частина тіла темно-оливкова, навколо очей неповні жовтуваті кільця. Чуб відсутній. Крила темні з двома жовтуватими смужками. Горло жовтувате, груди і боки оливкові, живіт світлий, жовтуватий. 

## Поширення і екологія
Темні еленії мешкають на східних схилах Анд, від південного Еквадору (Асуай, Лоха) через Перу і Болівію до північно-західної Аргентини (на південь до Тукуману). Вони живуть у вологих гірських і рівнинних тропічних лісах і чагарникових заростях. Зустрічаються на висоті від 750 до 3000 м над рівнем моря.